# 大島理森
大島 理森（大嶌 理森、おおしま ただもり、1946年〈昭和21年〉9月6日 - ）は、日本の政治家。勲等は桐花大綬章。尾崎行雄記念財団会長、もくもく会名誉会長、横綱審議委員会委員長。
衆議院議長（第76・77代）、農林水産大臣（第33代）、文部大臣（第128代）、科学技術庁長官（第61代）、原子力委員会委員長（第61代）、環境庁長官（第32代）、内閣官房副長官（第2次海部内閣・第2次海部改造内閣）、衆議院議員（12期）、衆議院予算委員長、同議院運営委員長、青森県議会議員（2期）、自由民主党副総裁（第15代）、同幹事長（第48代）、同国会対策委員長（第45・49代）、同東日本大震災復興加速化本部長、同国会対策筆頭副委員長、同国会対策副委員長、同副幹事長、同青森県支部連合会会長を歴任した。

## 来歴

### 生い立ち
青森県三戸郡上長苗代村（現八戸市尻内町）出身。父は青森県議会議長を務めた大島勇太郎、衆議院議員などを歴任した夏堀源三郎は叔父にあたる。八戸市立三条小学校、八戸市立三条中学校、青森県立八戸高等学校、慶應義塾大学法学部法律学科を卒業し、法学士を持つ。大学卒業後は、毎日新聞社に勤務した（記者職ではなく広告局に配属されていた。）。

### 政界入り
青森県議会議員を経て1983年の第37回衆議院議員総選挙で初当選し、以降11回連続当選。新聞社出身としてスパイ防止法案に反対するなど当初はハト派的政策に明るかったものの、一方で真情による気配りの政治家として知られる。その後は後述するように外交面はタカ派の姿勢も硬軟両様に見せるようになる。
河本敏夫の最側近であった。また、田名部匡省（2010年引退）・田名部匡代親子との「八戸戦争」で地元・八戸市の政界を二分している。
1990年2月、第2次海部内閣で内閣官房副長官に就任。1995年8月、村山改造内閣で環境庁長官で初入閣し、2000年7月、第2次森内閣では文部大臣・科学技術庁長官に就任。この間、1999年10月には、衆議院議院運営委員長を務めた。
「握りの大島」として自民党国会対策委員長を2度務め（2000年12月〜、2007年8月）、通算在任記録は森山裕に抜かれるまで1位。国対委員長時代に築いたパイプにより、野中広務、古賀誠、清和政策研究会、公明党といった党内外の左右のイデオロギーを超えた人脈を持った。高村派誕生時には河本直系の議員を率いて大島グループ独立（及び他派との合流）もありえたが、高村正彦への派閥移譲に尽力し、名実ともに派のナンバー2となる。

### 小泉政権

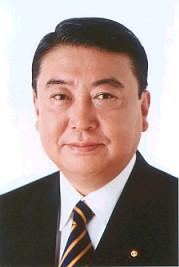
2002年、内閣広報室より公表された肖像

国対委員長としての働きも評価されて第1次小泉内閣では農林水産大臣として再入閣したが、秘書の口利き疑惑（後述）で2003年4月1日に引責辞任した。
2005年12月、衆議院予算委員長に就任した。

### 安倍政権
第1次安倍改造内閣に絡み、麻生太郎幹事長との人脈から、自民党国会対策委員長に就任。麻生包囲網による自民党総裁選では、明確な意思表示を避けながらも麻生への支持を匂わせた。

### 福田政権
福田康夫内閣組閣、党人事刷新に当たり、国対委員長としての力量を買われ留任、参議院で野党過半数というねじれ国会に臨むことになった。テロ新法審議の最中に守屋武昌防衛事務次官に絡む山田洋行事件が発覚。11月15日の参議院外交防衛委員会の証人喚問で山田洋行の宮﨑元伸との宴席に額賀福志郎財務大臣（当時）が同席していたと答弁し、額賀に疑惑が浮上した際には党として額賀の行動を調査し、民主党の追及に対して、額賀と宮崎が宴席に同席していない証拠を提示するなどして反論した。
2008年初頭の、ガソリン国会に絡み与党内で検討された「つなぎ法案」については、つなぎ法案に慎重な福田康夫首相の意向を汲み、アジア・アフリカ問題研究会結成以来、親交の深い河野洋平衆議院議長に斡旋を要請。両院議長斡旋案による与野党合意に至ったが、この合意でガソリン暫定税率維持法案が期限までに可決できず、1ヵ月間ガソリン税が下がり、ガソリン料金が乱高下する事態を招いた。

### 麻生政権
2008年11月、内閣総理大臣麻生太郎の「ホッケの煮付け」発言に対して、「そのようなものは存在しない」と指摘した（ホッケの煮付けは実在はするが一般的なものではない）。12月1日、自民党国対委員長としての通算在職日数が1128日となり、中川秀直を抜いて歴代1位（当時）となった（連続在職日数は森山裕が1位である、通算在職日数は1430日で2021年7月3日に森山に更新されるまでは歴代1位）。
2009年8月30日に行われた第45回衆議院議員総選挙に青森3区から出馬。青森県建設業協会の推薦を受け、次点の民主党元職・田名部匡代との票差が367票という大接戦を制し、9選。なお、テレビ朝日系と日本テレビ系の選挙速報では、大島の選挙区での落選が伝えられており、大島はこれを受けて支持者に対するお詫び会見まで行ったが、後に誤報だったことが判明し、二度泣きした支持者もいた。

### 谷垣執行部
2009年9月29日、前日に自民党総裁に就任した谷垣禎一の下で国対委員長から転じて幹事長に就任した（後任の国対委員長には谷垣と同派閥の川崎二郎が就いた）。就任当初は鳩山由紀夫内閣の高支持率の前に国会運営でも押され気味で、与党の強行採決を許し、審議拒否戦術も結局は空振りに終わり、平将明ら中堅・若手議員からはテレビ出演時の大島の顔が「怖い」などと苦言を呈された。2010年7月11日、菅直人内閣の下で行われた第22回参議院議員通常選挙では、参議院一人区に的を絞った選挙戦術や公明党・平沼赳夫との選挙協力が奏功し、自民党が改選第1党となりねじれ国会をもたらす勝利を成し遂げた。
2010年9月9日に副総裁への就任が決定。参院選勝利の功労者である大島の交代には異論があったが、若手からの世代交代論とのバランスを取る形で、副総裁への昇格という形が取られた（後任の幹事長は石原伸晃）。このため、選挙対策や国会対策の実務においては、引き続き大島の意向が強く働き、実際選挙準備や与野党協議を巡って大島の動きが報じられることが多かった。特に東日本大震災以後の与野党協力の気運の中で、民主党の実力者であった仙谷由人らと大連立を視野に入れた協議を断続的に行っていたが、首相辞任の可能性が高まる菅直人の問題が絡み実現には至らなかった。
2012年9月には副総裁を退任。新たに副総裁となった高村正彦と入れ替わる形で番町政策研究所会長となり、大島派が発足した。青森県出身者が派閥領袖に就任するのは平成研究会の津島雄二に続き2人目である。
2014年9月、自身二度目となる衆議院予算委員長に就任した。

### 衆議院議長

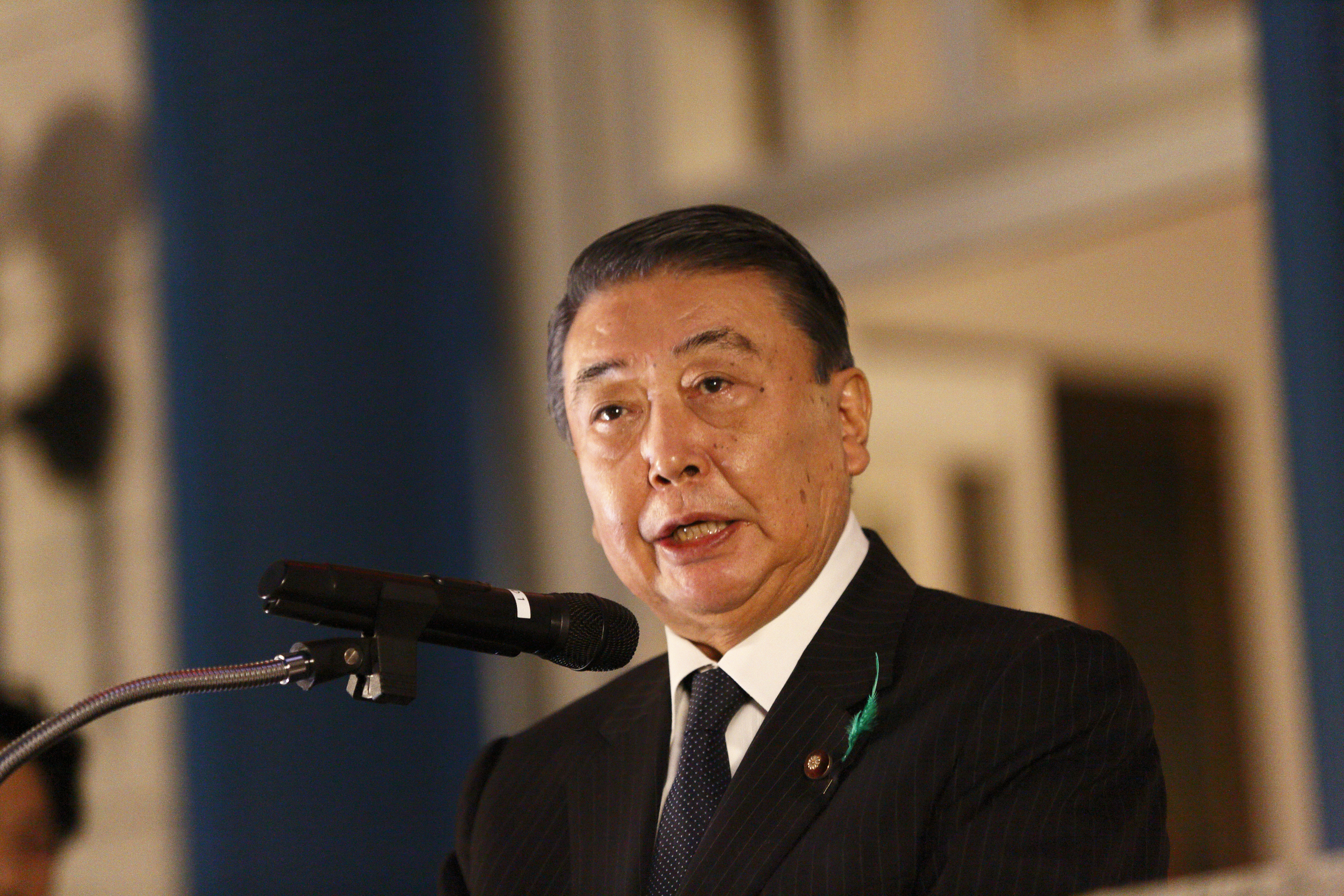
2016年4月19日撮影

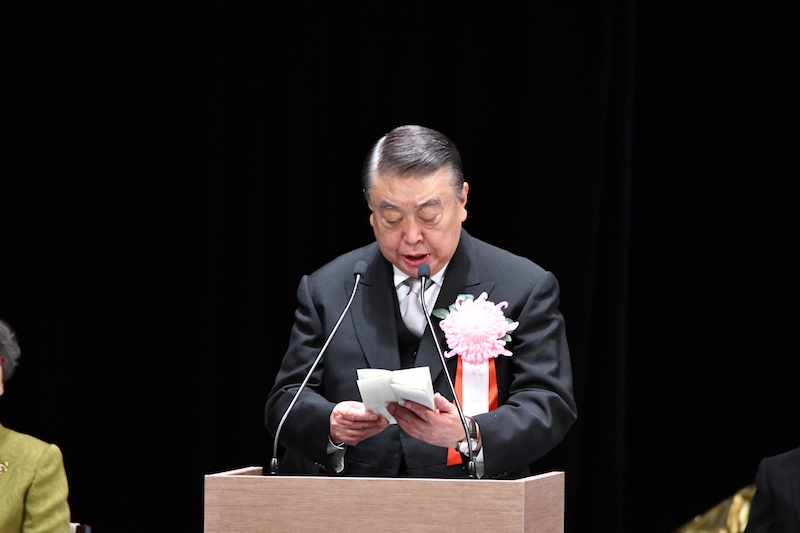
2019年、天皇陛下御在位三十年記念式典にて

2015年4月21日に、病気のため辞任した町村信孝の後任として、三権の長の一角を構成する衆議院議長に選出された。戦後生まれの人物が衆議院議長に就任するのは史上初であり、青森県出身者が衆議院議長に就任するのも史上初である。
また、議長就任に伴い自民党会派を離脱。番町政策研究所会長も山東昭子に譲る。議長在任中の2017年7月3日に番町政策研究所は為公会・天元会と合流して新派閥志公会を設立している。
2016年9月、5度目となる北朝鮮の核実験を受け、「国際社会への重大な挑戦であり、唯一の被爆国のわが国として断じて容認できない」と抗議する議長談話を発表した。
2017年11月、第48回衆議院議員総選挙の後に召集された第195回国会（特別国会）にて再び衆議院議長に選出された。議長職は総選挙後に交代する事が多いが、皇位継承を控えて、退位特例法成立に尽力した大島の続投がふさわしいと判断された。
2020年12月11日、国会内で記者会見した大島は、印象的な出来事の一つとして天皇退位の特例法整備に尽力したことをあげ「国民の総意を見つけ出すことが立法府の重大な責務。静謐な環境で合意を作ることを最も重視した」と振り返った。憲法改正のための国民投票法改正案が8国会連続で継続審議になったことについては「国民の権利を守るため、次期通常国会で合意を作っていただければ」と与野党に協議を促した。2018年には森友学園を巡る公文書改ざんなどを批判した「議長談話」を出したが、「権力闘争の中でも憲法に定められた精神と条文、国会法に基づいて行動していかなければならないという思いで発出した」と語った。
2020年12月12日、衆議院議長の在職日数が2030日となり、河野洋平の在職日数（2029日）を抜いて歴代単独1位となった。
2021年8月12日、第49回衆議院議員総選挙には出馬せず引退する意向を表明。同年10月14日に自ら議長として衆議院解散の詔書を朗読。最終的に議長在職日数は2336日となり歴代最多在職記録を積み上げる形で衆議院議員を引退した。

### 議員引退後
2023年1月26日、日本相撲協会横綱審議委員会委員に就任。
2025年1月30日、山内昌之の後を受けて第19代横綱審議委員会委員長に就任した。
2025年4月の春の叙勲で桐花大綬章を受章した。

## 政策・主張

### たばこ税
- 2009年8月に青森県タバコ問題懇談会が行った「タバコ問題アンケート」に対し、 たばこ税の増税について「反対」と回答している[50]。
- たばこ税の引き上げに反対する自民党有志でつくる「たばこ増税阻止行動隊」の最高顧問を務めており、2009年12月に政府がたばこ税増税を検討した際には、「たばこ税だけを（社会保障の）目的税化する取り扱いはいけない」「ある部分の賄いのためにちょこちょこと増税するような小手先の税論はやめるべきだ」と批判している[51]。

### 受動喫煙問題
- 2009年8月に青森県タバコ問題懇談会が行った「タバコ問題アンケート」に対し下記のとおり回答をしている[50]。2017年10月に行われた同アンケートついては、「全ての問いにアンケートとして答えることは自分の考えを理解していただくには無理と判断させていただきます」として回答していない[52]。
  - 屋内全面禁煙の法制化について「現在の健康増進法のまま、業界の自主的な努力にまかせる」
  - 路上喫煙禁止条例の制定について「条例や法律で規制するのではなく、喫煙者のマナーを向上させる」
  - 学校における喫煙規制について「建物内は禁煙にして、屋外（敷地内）に喫煙場所を設ける」
  - 未成年へのたばこ販売禁止対策について「現在の販売方式を続ける」
  - タクシーの禁煙化について「業界の決定にまかせる」
  - 葉タバコ農業について「これまで通り葉タバコ農業を推進・奨励する」
  - 事務所の受動喫煙防止対策について「禁煙・分煙対策をとっていない」
- 2011年に塩崎恭久が自民党改革案の目玉に「党本部の全館禁煙」を盛り込んだところ、大島はたばこをふかしながら「喫煙所を設ければ済む」と抵抗した[53]。
- 屋内禁煙に反対する自民党たばこ議員連盟やもくもく会に所属している。

### 外国人参政権
2010年1月12日、民主党が成立を目指す外国人参政権について「各県の議会などで反対の意見書が数多く出ている。今の時点で明確な結論は出ていないが、そういう声を尊重しながら議論したい」と述べ、慎重な姿勢を示した。なお、大島は2009年の時点で外国人参政権について「主権にかかわる問題だから党議拘束なしには抵抗感を持つ」と述べており、外国人参政権については党議拘束をかける可能性を示唆している。
2010年4月17日、永住外国人への地方選挙権付与に反対する集会に出席し、「（外国人参政権に）断固反対し、（法案成立）阻止を約束する」「日本の主権、国民固有の権利を守るために我が党は断固反対だ」「外国人参政権に反対し、皆さんとともに戦うことを誓う」と述べた。

### 女性宮家
女性宮家の創設に反対。

### 選択的夫婦別姓
選択的夫婦別姓制度導入に反対。

## 献金

### 東京電力からの献金
東京電力や関連企業がパーティー券購入額の目安として、東京電力が政治家の電力業界での重要度を査定しランク付けしていた上位10議員の内の1人であったことが報じられた。議員秘書等から依頼に応じパーティー券を購入し、一回あたりの購入額を政治資金収支報告書に記載義務のない20万円以下にして東電からの資金の流れが表面化しないようにしていた。

### 公共事業受注企業からの献金
2003年の第43回衆議院議員総選挙直前に公共事業受注企業から1300万円の献金を受けていたと日本共産党は主張した。

## 不祥事

### 政策秘書の公共工事口利き疑惑
2002年に、政策秘書が公共工事などに絡み数千万円の口利き料を得ていたとの疑惑が浮上した。政策秘書は八戸市立市民病院や八戸赤十字病院、八戸スカイビルや東日本旅客鉄道（JR東日本）八戸駅のほか町村などの工事にも絡み、「営業手数料」などの名目で口利き料を得ていたとされる。事務所は「本人からは『心配ない。きちっと対応したい』という連絡があった。事務所としての対応もこれから詰めていく」とコメントしていたが、2003年3月の農林水産大臣辞任へと繋がった。

### 想定問答作成依頼
2003年3月、資金団体の会計責任者の秘書が、八戸スカイビルオーナーから選挙資金として600万円を受け取ったにもかかわらず、収支報告書に記載がなかった。元秘書によるこの資金流用疑惑に関して、大島が答弁に備え衆院法制局に想定問答の作成を依頼したとされる。大島は協力を求めたことは認めたものの、「答弁作成の依頼はしていない」と否定。衆院法制局は「国会答弁で使われると認識していなかった」と釈明している。野党からは「法制局の公正中立や三権分立に反する」と批判され、鈴木宗男に倣って「疑惑のデパート」や「疑惑の総合商社」と呼ばれた。

### 補助金企業からの献金
大島の政党支部が、それぞれ国交省と水産庁の補助金交付が決まっていた企業から寄付を受けていたことが、2015年発覚した。政治資金規正法では、補助金交付決定から1年以内の企業からの寄付を禁じている。大島は「返金し、収支報告書を訂正した」としている。

## 人物
- 喫煙者であり[50][65]、超党派の愛煙家国会議員からなる議員連盟「もくもく会」の名誉会長を務めている[66][67][68][69]。
- 衆議院議員退任後の2023年1月より横綱審議委員会委員に就任した[70]。

## エピソード
- 2014年の第186回国会において、大臣、副大臣、政務官、補佐官、議長、副議長、委員長のいずれの要職にもついていなかったのみならず、質問、議員立法、質問主意書提出のいずれもなかった[71][72]。
- 父の大島勇太郎は、長年にわたり青森県議会議員を務め、青森県議会議長などを歴任した。また、叔父の夏堀源三郎も衆議院議員として活動した[73]。
- 河本直系として三木派の流れを汲む番町政策研究所の領袖を務めていたほか、為公会とは合併に向け慎重派であったものの研究を進めている[74]。高村正彦・二階俊博をはじめとした党内ハト派だけでなく、麻生太郎・町村信孝・細田博之・安倍晋三などの党内タカ派との関係も総じて良好である[75]。一方、公明党や創価学会とも蜜月関係にある[76]。また、次世代の党に所属していた平沼赳夫とは協力関係を築いている[77]。
- 八戸市議会議員の藤川優里の参院選出馬が取り沙汰された際、八戸市を地盤に持つ大島も積極的に擁立に向けて動いたが、結局藤川は立候補しなかった[78][79]。
- 前述の副総裁就任後、大島の部屋を訪ねた河野太郎に対し、大島は「君が早くやめろやめろというものだから、今度は陽も当たらない部屋に押し込められることになったぞ。オレと一緒に悪役商会にでも入ったらどうだ」と軽口を叩いた[80]。
- 公明党の漆原良夫とは、お互い国会対策委員長だった頃より頻繁に会合を重ね、「悪代官（大島）と越後屋（漆原）」と囁かれるほど親密な関係を築いた[81]。漆原は大島を「裏方に徹しながら、敵の心も思いやって物事を前に進められる逸材」「この悪代官から国対のイロハを教えてもらった」と評している[82]。また、二階俊博を含めた3人で「悪役顔トリオ」として会談をしたこともある[83]。

## 略歴
- 1975年4月 - 青森県議会議員選挙で当選。
- 1983年12月 - 第37回衆議院議員総選挙に立候補、初当選。
- 1990年2月28日 - 内閣官房副長官に就任。（ - 1991年11月5日）
- 1995年8月8日 - 環境庁長官に就任。（ - 1996年1月11日）
- 1999年10月 - 衆議院議院運営委員長に就任。（ - 2000年6月）
- 2000年7月4日 - 文部大臣、科学技術庁長官、原子力委員会委員長に就任。（ - 12月5日）
- 2000年12月 - 自民党国会対策委員長に就任。（ - 2002年9月）
- 2002年9月30日 - 農林水産大臣に就任。（ - 2003年4月1日）
- 2005年11月1日 - 衆議院予算委員長に就任。
- 2007年8月27日 - 自民党国会対策委員長に就任。
- 2009年9月29日 - 自民党幹事長に就任。（ - 2010年9月）
- 2010年9月9日 - 自民党副総裁に就任。（ - 2012年9月）
- 2014年9月29日 - 衆議院予算委員長に就任。（ - 2015年4月）
- 2015年4月21日 - 衆議院議長に就任。（ - 2017年9月）
- 2017年11月1日 - 衆議院議長に再任。

## 選挙歴
| 当落                          | 選挙                   | 施行日         | 選挙区    | 政党       | 得票数  | 得票率 (%) | 得票順位 /候補者数 | 定数 | 政党内比例順位/政党当選者数 |
| ----------------------------- | ---------------------- | -------------- | --------- | ---------- | ------- | ---------- | ------------------ | ---- | --------------------------- |
| 落                            | 第36回衆議院議員総選挙 | 1980年 6月22日 | 旧青森1区 | 自由民主党 | 63,958  | 13.5%      | 5/8                | 4    | /                           |
| 当                            | 第37回衆議院議員総選挙 | 1983年12月18日 | 旧青森1区 | 自由民主党 | 98,275  | 21.4%      | 1/6                | 4    | /                           |
| 当                            | 第38回衆議院議員総選挙 | 1986年07月06日 | 旧青森1区 | 自由民主党 | 100,653 | 20.2%      | 2/6                | 4    | /                           |
| 当                            | 第39回衆議院議員総選挙 | 1990年02月18日 | 旧青森1区 | 自由民主党 | 84,302  | 16.0%      | 4/6                | 4    | /                           |
| 当                            | 第40回衆議院議員総選挙 | 1993年07月18日 | 旧青森1区 | 自由民主党 | 102,921 | 22.8%      | 2/7                | 4    | /                           |
| 当                            | 第41回衆議院議員総選挙 | 1996年10月20日 | 青森3区   | 自由民主党 | 96,628  | 52.46%     | 1/3                | 1    | /                           |
| 当                            | 第42回衆議院議員総選挙 | 2000年06月25日 | 青森3区   | 自由民主党 | 93,602  | 56.61%     | 1/3                | 1    | /                           |
| 当                            | 第43回衆議院議員総選挙 | 2003年11月09日 | 青森3区   | 自由民主党 | 86,909  | 53.49%     | 1/3                | 1    | /                           |
| 当                            | 第44回衆議院議員総選挙 | 2005年09月11日 | 青森3区   | 自由民主党 | 90,925  | 53.10%     | 1/3                | 1    | /                           |
| 当                            | 第45回衆議院議員総選挙 | 2009年08月30日 | 青森3区   | 自由民主党 | 90,176  | 49.48%     | 1/3                | 1    | /                           |
| 当                            | 第46回衆議院議員総選挙 | 2012年12月16日 | 青森3区   | 自由民主党 | 74,946  | 53.69%     | 1/4                | 1    | /                           |
| 当                            | 第47回衆議院議員総選挙 | 2014年12月14日 | 青森3区   | 自由民主党 | 59,280  | 51.22%     | 1/3                | 1    | /                           |
| 当                            | 第48回衆議院議員総選挙 | 2017年10月22日 | 青森2区   | 自由民主党 | 133,545 | 64.03%     | 1/3                | 1    | /                           |
| 当選回数12回 （衆議院議員12） |                        |                |           |            |         |            |                    |      |                             |

## 栄典
- スペイン：イサベル・ラ・カトリカ勲章グランド・クロス（英語版） - （2017年）
- 日本：桐花大綬章 - （2025年）

## 主な所属団体・議員連盟
- 時代に適した風営法を求める議員連盟（パチンコ議連）
- 自民党たばこ議員連盟（顧問）[65][84][85]
- もくもく会（名誉会長）[66][67][68][69]
- 日本会議国会議員懇談会[86]
- 神道政治連盟国会議員懇談会[86]
- みんなで靖国神社に参拝する国会議員の会[86]
- 北京オリンピックを支援する議員の会（幹事長代理）
- 日韓議員連盟（幹事）
- 天皇陛下御即位二十年奉祝国会議員連盟（常任幹事）
- 真宗大谷派関係国会議員同朋の会（代表世話人）[87]